# جنایات جنسی
چیزهای وحشی فیلمی اروتیک، جنایی و مرموز به کارگردانی جان مک‌ناتن با حضور مت دیلون، کوین بیکن، دنیس ریچاردز، بیل مری و ترزا راسل است که در سال ۱۹۹۸ منتشر شد.
از این فیلم در سال ۲۰۰۴ نسخه کوتاه‌نشده‌ای که هفت دقیقه بلندتر بود بر روی دی‌وی‌دی توزیع شد که تغییراتی در رابطهٔ کلی و سوزی در آن دیده می‌شود. این فیلم برای صحنه‌های جنسی متعدد بدنام شد. به خصوص یکی از صحنه‌ها که در آن یک مرد و دو زن حضور دارند که بی‌پرده‌تر از غالب فیلم‌های پربودجهٔ هالیوودی بود. چند دنبالهٔ ویدئویی در سال‌های ۲۰۰۴، ۲۰۰۵ و ۲۰۱۰ از این فیلم ساخته شد. انجمن سینمایی آمریکا به این فیلم برای «صحنه‌های جنسی، برهنگی، عبارات رکیک و خشونت‌آمیز» درجه «R» داد.
جورج اس کلینتون در بیست و پنجمین دورهٔ جایزه ساترن نامزد جایزه بهترین موسیقی شد اما از جان کارپنتر برای فیلم خون‌آشامان، فیلمی دیگر از کلمبیا پیکچرز، شکست خورد.

## داستان
در ناحیه میامی یک مشاور مدرسه به اسم سم لومباردو (مت دیلون) در یک دبیرستان توسط دو دانش‌آموز کلی رایان (دنیس ریچاردز) دختری ثروتمند و سوزی تولر (نو کمبل) دختری فقیر و مطرود متهم به تجاوز جنسی می‌شود. ری داکت، کارآگاه پلیس (کوین بیکن) که به این پرونده رسیدگی می‌کند به ماجرا مشکوک می‌شود و تلاش به افشا کردن دسیسهٔ پشت ماجرا می‌کند و پای FBI را به تحقیق باز می‌کند تا جایی که در میامی متوجه می‌شوند که دو دختر چندی پیش در ازای پنجاه دلار آمریکایی، به هم مدرسه ای بزرگترشان به نام تام در خانه اش تن‌فروشی کرده‌اند.

## بازیگران
- مت دیلون - سم لومباردو
- دنیس ریچاردز - کلی لانیر ون رایان
- نو کمبل - سوزی تولر
- بیل مری - کنث بودن
- کوین بیکن - گروهبان ری داکت
- ترزا راسل - ساندرا رایان
- رابرت واگنر - تام بکستر
- کری اسنادگرس - روبی
- جف پری - برایس هانتر
- جنیفر بینی تیلور - باربارا بکستر